# Gabriel Fortuné
Jean Gabriel Fortuné (?-14 de agosto de 2021) fue un político haitiano, alcalde de Los Cayos y senador en Haití.

## Biografía
Fue consejero del Palacio Nacional y delegado departamental. En 2019, entregó la oferta de una renuncia condicional del presidente de Haití, Jovenel Moïse.
En 1995, resultó herido durante los disturbios políticos en la capital haitiana, Puerto Príncipe.
En 2008, cuando era senador, personas que protestaban por los precios de los alimentos irrumpieron en su casa. En 2016, como candidato a la alcaldía, se comprometió a reemplazar todas las letrinas en Los Cayos con inodoros con cisterna. En 2016, criticó la velocidad de la respuesta del gobierno central al huracán después de que un enfrentamiento policial con manifestantes provocara la muerte de un niño en Los Cayos.
Anunció su renuncia como alcalde en 2018 afirmando que las protestas habían puesto en peligro a su familia. Su renuncia fue rechazada cien días después.
Falleció como víctima del terremoto de Haití de 2021.